# Isabel Robles Gómez
Isabel Robles Gómez (Alhambra, Ciudad Real, 21 d'octubre de 1948) és professora, assagista, traductora i poeta.
Naix l'any 1948 a Alhambra, Ciudad Real. S'establí a València on es llicencià en Geografia i Història per la Universitat de València. Es casà amb el poeta Jaume Pérez Montaner amb qui visqué als Estats Units de 1970 a 1977. Allí es graduà en Hispàniques pel Lewis & Clark College de Portland (Oregon) i tingué dos fills, Miquel i Elsa. És en aquesta etapa quan aprofundí el seu interés per la vida de les dones i pel feminisme.
Després d'aquesta intensa etapa als EUA, retornà a València on fou professora d'anglès a l'Institut de Batxillerat Benlliure.

## Obra

### Traduccions
La primera traducció de la qual es té constància és de Myrna Lamb (1983) Què heu fet per mi darrerament.
Aqueix mateix any, juntament amb Jaume Pérez Montaner publicà la traducció del recull Poemes d'Anne Sexton. El 1986, també amb Jaume Pérez Montaner, publiquen la tria 44 poemes d'E. E. Cummings. Són també autors de la Introducció als dos llibres i de la selecció de poemes per a les dues antologies; una representació d'aquests dos autors que és representativa de la seva obra poètica. El catalanista irlandès, professor a la Universitat de Cambridge, Dominic Keown és referí a aquestes dues traduccions elogiosament: «La versió catalana dels versos d'aquests dos autors és remarcable pel fet que els traductors s'hagen ocupat exclusivament del text original, respectant sempre l'autoria i deixant a banda qualsevol intent de caràcter extraliterari.» L'any 1988, de nou amb Jaume Pérez Montaner, van traduir uns reculls de contes d'Edgar Allan Poe sota el títol Ciència-ficció, (Ed. del Bullent. 1988. ISBN 84-86390-19-2), fent-ne igualment la selecció i la introducció.
En 2019 publicà Vint-i-un poèmes d'amor (1974-1976) d'Adrienne Rich, traduït en col·laboració amb Encarna Sant-Celoni.

### Crítica Literària
Ha publicat articles de crítica literària des d'una perspectiva de gènere sobre autores com ara Virginia Woolf, Kate Chopin, Isabel-Clara Simó, Montserrat Roig o Carme Riera. També ha escrit sobre la poesia de Jaume Pérez Montaner; en el número que la revista L'Aiguadolç va dedicar a Pérez Montaner el 2010, Robles va escriure sobre la influència de l'«experiència americana» en l'obra del poeta.

### Poesia
L'obra poètica d'Isabel Robles ha estat traduïda al castellà, al francès, al portuguès, a l'anglès, al romanès i al polonès. El primer poemari que publica s'anomena L'Espiral (1994), un llibre punyent, capficat a desfer malentesos, farcit d'interrogants, de dubtes i plantejaments amb el qual guanya el Premi de Poesia La Forest d'Arana 1993.
Uns quants anys després reprèn la ploma i publica Llibre dels adéus (2009).
L'any 2014 publica en Bromera Les sabates i altres poemes, poemari que li va meréixer el XXXII Premi Ibn Hazm de Poesia. En paraules de l'autora mateixa: «El poemari Les sabates i altres poemes és una reflexió sobre el buit des d'òptiques diverses. De vegades és la mirada de les dones que parla a partir de la seua especificitat, d'altres són experiències literàries, cíviques o psíquiques del jo líric. Tot i emprar amb freqüència un llenguatge directe en les seues imatges o en la seua escenificació, la metàfora com a comunicació d'allò més difícil mitjançant el més senzill hi és recurrent: és el cas de les sabates i altres “xicotets” objectes. Si en molts moments el tema poetitzat assoleix una certa densitat, el llibre no desaprofita l'ocasió per a fer ús de la ironia i l'humor com a forma d'alliberament expressiu.»
En març de 2012 va guanyar el III Premi del XII Certamen de Relats Breus sobre la Dona, en la categoria d'Escriptores Valencianes, de l'Ajuntament de Catarroja amb el conte «Les insígnies».
En reconeixement de la seua trajectòria cívica i literària, l'any 2017 l'Associació d'Escriptors en Llengua Catalana (AELC) li atorgà el guardó de la «Lletra Lila». que li va ser lliurat en un acte d'homenatge amb al col·laboració d'Acció Cultural del País Valencià i la llibreria Fan Set de València.